# Tye Kartye
Tye Kartye (né le 30 avril 2001 à Kingston dans la province de l'Ontario au Canada) est un joueur professionnel canadien de hockey sur glace. Il évolue au poste d'attaquant.

## Biographie
En 2018, il commence sa carrière junior dans la Ligue de hockey de l'Ontario avec les Greyhounds de Sault-Sainte-Marie. 
En 2022-2023, il passe professionnel avec les Firebirds de Coachella Valley dans la Ligue américaine de hockey.
Le 26 avril 2023, il joue son premier match dans la Ligue nationale de hockey avec le Kraken de Seattle face à l'Avalanche du Colorado lors du cinquième match du premier tour des séries éliminatoires de la Coupe Stanley. Il marque alors son premier but contre Aleksandr Gueorguiev. Le Kraken est éliminé en sept matchs par les Stars de Dallas en demi-finale de la conférence ouest. Kartye retourne ensuite dans la LAH pour participer aux séries éliminatoires de la Coupe Calder avec les Firebirds. Coachella Valley s'incline en sept matchs lors de la finale de la Coupe Calder 2023 face aux Bears de Hershey. 

## Trophées et honneurs personnels
- LAH
  - 2022-2023 : nommé dans l'équipe des recrues.
  - 2022-2023 : remporte le Trophée Dudley-« Red »-Garrett

## Statistiques
| Saison     | Équipe                           | Ligue      |     | Saison régulière | Saison régulière | Saison régulière | Saison régulière | Saison régulière |   | Séries éliminatoires | Séries éliminatoires | Séries éliminatoires | Séries éliminatoires | Séries éliminatoires |
| Saison     | Équipe                           | Ligue      | PJ  | B                | A                | Pts              | Pun              | PJ               | B | A                    | Pts                  | Pun                  |                      |                      |
| 2018-2019  | Greyhounds de Sault-Sainte-Marie | LHO        | 64  | 4                | 20               | 24               | 33               | 11               | 2 | 1                    | 3                    | 2                    |                      |                      |
| 2019-2020  | Greyhounds de Sault-Sainte-Marie | LHO        | 64  | 25               | 28               | 53               | 28               | -                | - | -                    | -                    | -                    |                      |                      |
| 2020-2021  | Greyhounds de Sault-Sainte-Marie | LHO        | 0   | 0                | 0                | 0                | 0                | -                | - | -                    | -                    | -                    |                      |                      |
| 2021-2022  | Greyhounds de Sault-Sainte-Marie | LHO        | 63  | 45               | 34               | 79               | 57               | 10               | 7 | 2                    | 9                    | 4                    |                      |                      |
| 2022-2023  | Firebirds de Coachella Valley    | LAH        | 72  | 28               | 29               | 57               | 74               | 18               | 6 | 2                    | 8                    | 8                    |                      |                      |
| 2022-2023  | Kraken de Seattle                | LNH        | -   | -                | -                | -                | -                | 10               | 3 | 2                    | 5                    | 2                    |                      |                      |
| 2023-2024  | Kraken de Seattle                | LNH        | 77  | 11               | 9                | 20               | 37               | -                | - | -                    | -                    | -                    |                      |                      |
| 2024-2025  | Kraken de Seattle                | LNH        | 63  | 6                | 7                | 13               | 43               | -                | - | -                    | -                    | -                    |                      |                      |
| 2024-2025  | Firebirds de Coachella Valley    | LAH        | 3   | 2                | 2                | 4                | 4                | -                | - | -                    | -                    | -                    |                      |                      |
| Totaux LNH | Totaux LNH                       | Totaux LNH | 140 | 17               | 16               | 33               | 80               | 10               | 3 | 2                    | 5                    | 2                    |                      |                      |